# Бородино (Туричинская волость)
Бородино — деревня в Невельском районе Псковской области России. Входит в состав Туричинской волости.

## География
Расположена в 28 километрах к юго-западу от районного центра, города Невеля, и в 2,5 км к северу от волостного центра, деревни Туричино.

## Население
| 2001 | 2002 | 2010 |
| ---- | ---- | ---- |
| 28   | ↘23  | ↘18  |

Численность населения деревни по оценке на начало 2001 года составляла 28 жителей.